# Liste der Naturschutzgebiete im Salzlandkreis
Im Salzlandkreis gibt es 12 Naturschutzgebiete.
| Name des Gebietes             | Bild           | Kennung | WDPA   | Landkreis / Stadt             | Beschreibung / Bemerkungen | Standort | Fläche in Hektar | Datum der Verordnung |
| ----------------------------- | -------------- | ------- | ------ | ----------------------------- | -------------------------- | -------- | ---------------- | -------------------- |
| Auwald bei Plötzkau           | weitere Bilder | 82      | 162304 | Salzlandkreis                 |                            | Position | 135,81           | 30.03.1961           |
| Gerlebogker Teiche            | weitere Bilder | 83      | 163231 | Salzlandkreis                 |                            | Position | 68,14            | 11.09.1967           |
| Große Nachthut                |                | 75      | 163345 | Salzlandkreis                 |                            | Position | 7,26             | 30.03.1961           |
| Hakel                         | weitere Bilder | 146     | 163489 | Landkreis Harz, Salzlandkreis |                            | Position | 1323,26          | 20.09.1995           |
| Nelbener Grund und Georgsburg |                | 84      | 164773 | Salzlandkreis                 |                            | Position | 8,36             | 11.09.1967           |
| Pfaffenbusch                  |                | 74      | 164989 | Salzlandkreis                 |                            | Position | 8,05             | 25.01.1926           |
| Salzstelle bei Hecklingen     |                | 35      | 165292 | Salzlandkreis                 |                            | Position | 13,6             | 25.01.1926           |
| Schierstedter Busch           |                | 72      | 165389 | Salzlandkreis                 |                            | Position | 26,15            | 11.09.1967           |
| Sprohne                       |                | 81      | 165630 | Salzlandkreis                 |                            | Position | 15,72            | 30.03.1961           |
| Teufelsgrund und Saalehänge   |                | 85      | 165863 | Salzlandkreis                 |                            | Position | 13,87            | 11.09.1967           |
| Wilslebener See               | weitere Bilder | 148     | 166322 | Salzlandkreis                 |                            | Position | 152,19           | 29.11.1994           |
| Zickeritzer Busch             |                | 86      | 166406 | Salzlandkreis                 |                            | Position | 36,67            | 30.03.1961           |

## Quelle
- Landesverwaltungsamt Sachsen-Anhalt
- Common Database on Designated Areas Datenbank, Version 14